# Hans-Georg Krage

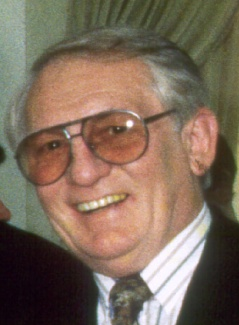
Hans-Georg Krage (1991)

Hans-Georg Krage (* 29. Mai 1928 in Pasewalk, Provinz Pommern; † 16. April 2005 in Berlin) war ein deutscher Motorbootrennfahrer.

## Leben

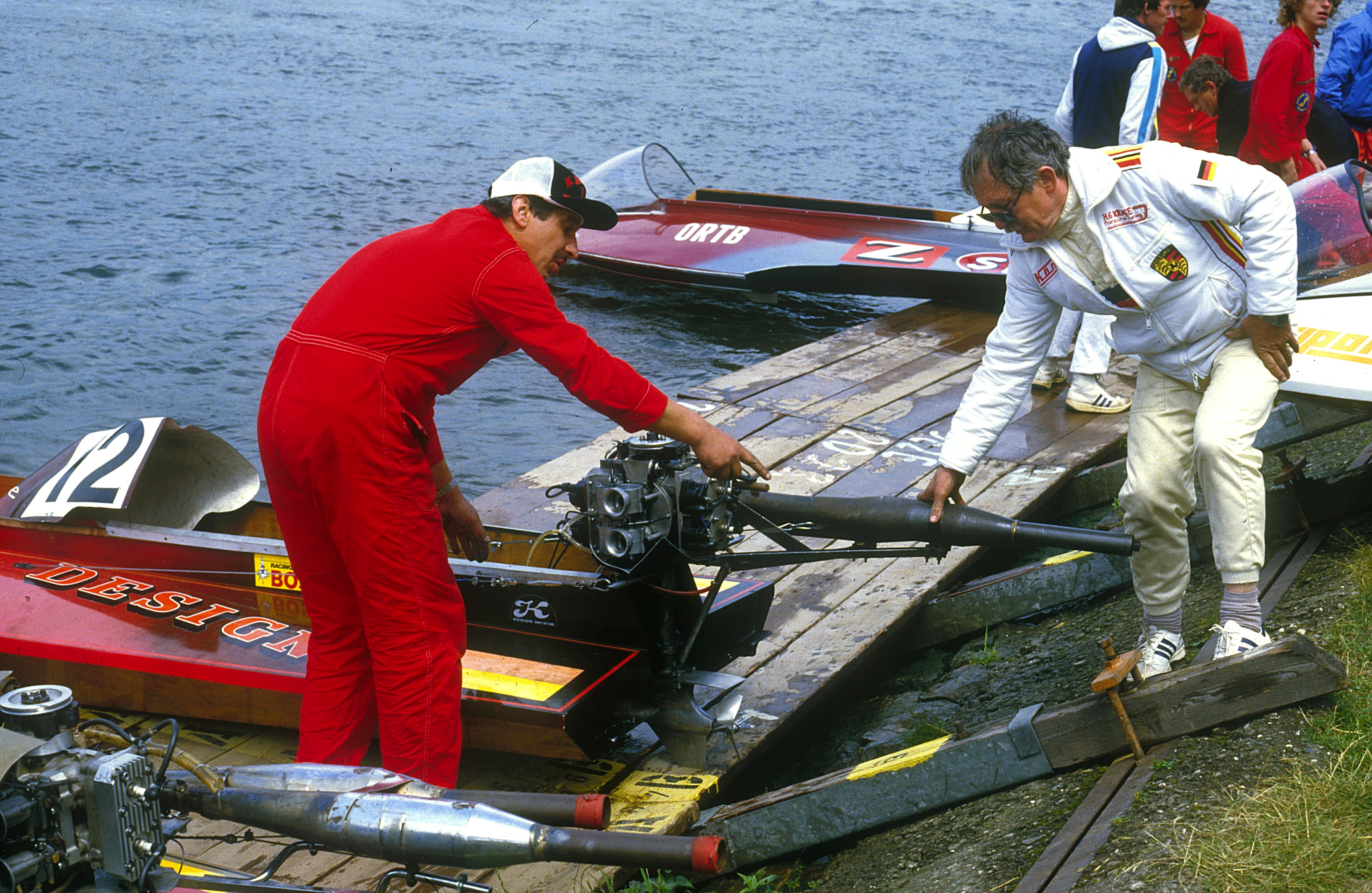
Hans-Georg Krage mit Helfer 1984 in Brodenbach

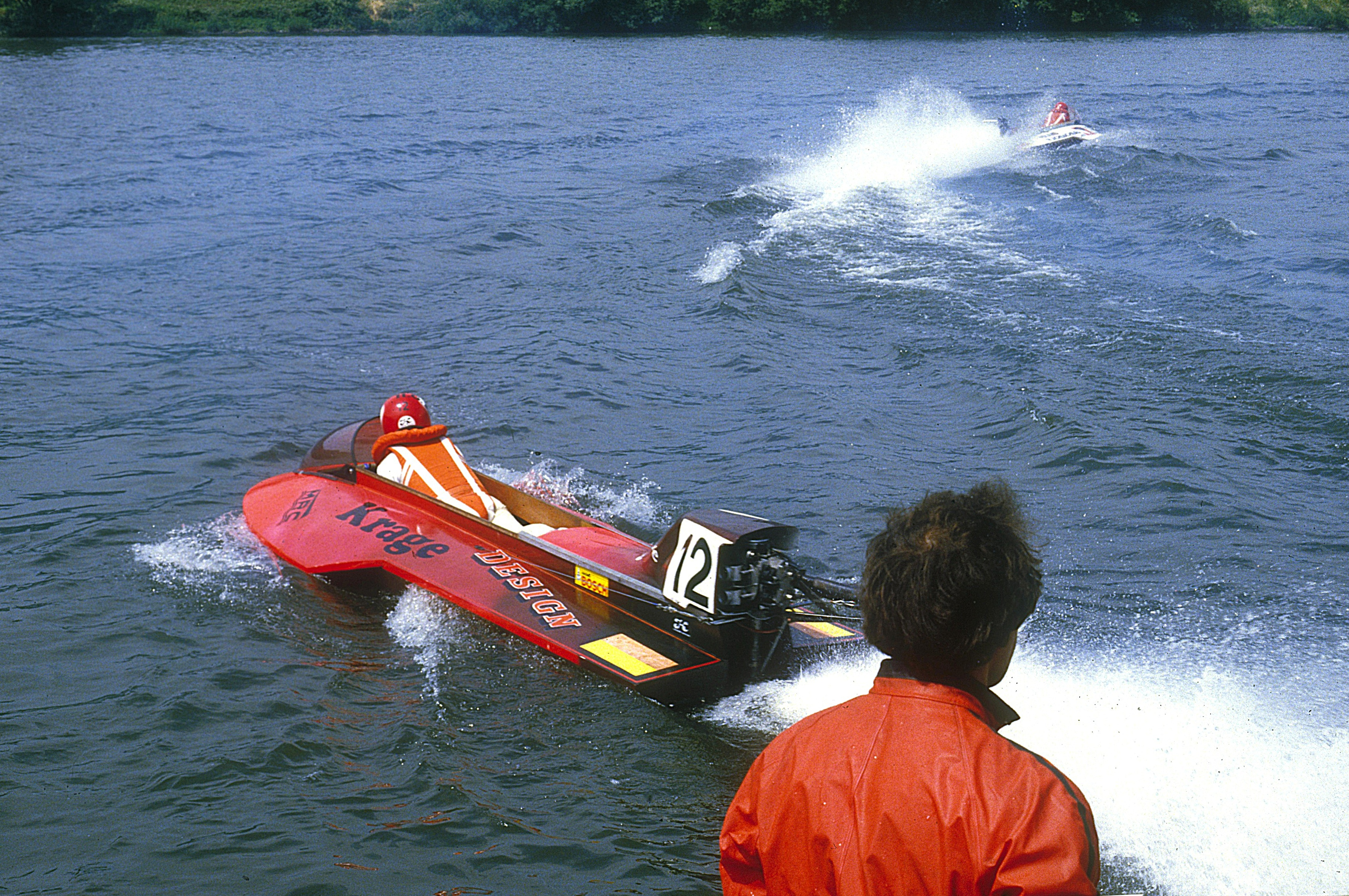
… auf dem Weg zum Start

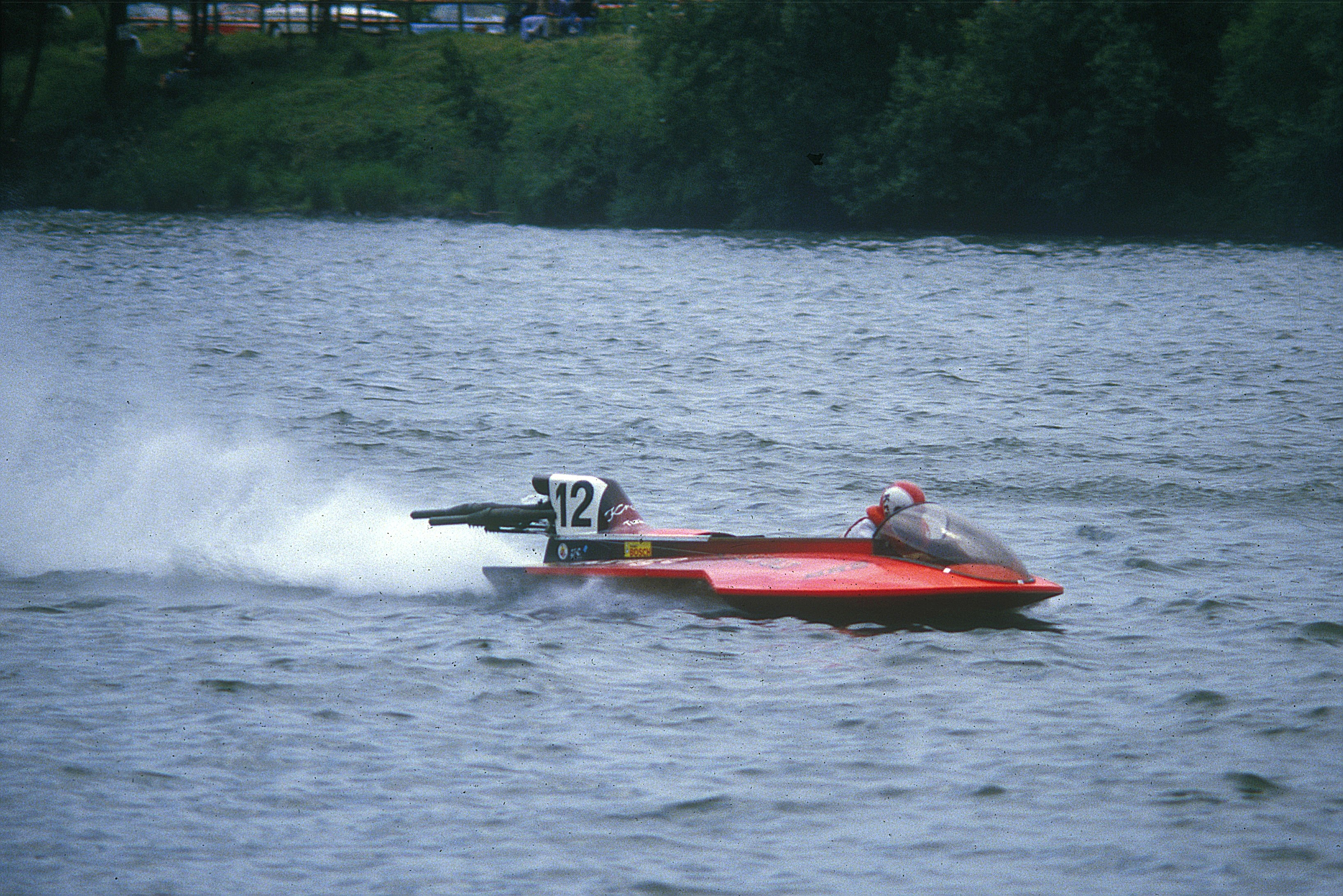
… und in Fahrt

Krages Großvater war Schmiedemeister und zuständig für die Paradeschimmel. Im Dorf Nieden hatten seine Eltern eine Bäckerei mit angeschlossener Landwirtschaft, Gastwirtschaft und Lebensmittelhandel.
1945 kam er in amerikanische Gefangenschaft, aus der er wenig später floh. Die elterlichen Betriebe gingen in den Kriegswirren verloren. Sein Vater galt als verschollen und seine Mutter war todkrank. 1946 übernahm er die elterliche Bäckerei und führte sie weiter.
Um 1948 beim letzten gesamtdeutschen Motorradrennen mitfahren zu können, verschob er Buntmetall, das damals als stabilste Währung galt. Dafür wurde Krage zu eineinhalb Jahre Zwangsarbeit im Kohlebergbau verurteilt. Am 17. Juni 1953 marschierte er in erster Reihe und wurde wegen Aufruhr und Verächtlichmachung der DDR erneut verhaftet und danach in den Westteil der Stadt Berlin entlassen.
Dort errichtete er Ende 1962 eine Autospezialwerkstatt, die sich auf Porsche-Fahrzeuge konzentrierte. Später widmete er sich erneut dem Rennsport; seine Leidenschaft waren fortan Motorrennboote. Er gründete eine Familie und bekam mit seiner Frau Christa Tochter Anke und Sohn Peer (* 20. Januar 1968)
Im März 1973 gründete er zusammen mit Dieter König, Karl-Heinz Bartel, Kurt Mischke, Hanns-Dieter Gessner, Dieter Wagner, H.-G. Mössner und Peter Komoll den Motorboot-Rennboot-Club Berlin (MRC).
Ab diesem Zeitpunkt organisierte er mit dem Verein internationale Motorbootrennen in Berlin auf der Ober- und Unterhavel. Hier trat er zunächst als Organisator auf und in späteren Jahren auch als Rennleiter. Er gründete die erste Nachwuchsgruppe für den Motorbootrennsport, die heutige Klasse OSY-400. Krage sorgte 1981 für die Einführung des Jetty-Starts (erster Name „Start a la Gatow“) und für die Aufnahme dieses Starts in das Rennreglement des Deutschen Motoryachtverbandes.
1986 wurde Hans-Georg Krage mit dem Silbernen Lorbeerblatt ausgezeichnet. 2002 übergab er seine Autowerkstatt an seinen Sohn.

## Sportliche Erfolge
- 1969 Deutscher Meister OA
- 1972 Deutscher Meister OA
- 1973 Europameister Klasse OA in Rimbo, Schweden[1]
- 1974 Deutscher Meister OE
- 1974 Weltrekord Klasse OE über 12 Meilen (4 Runden) mit 132,0 km/h
- 1975 Europameister Klasse OE in Brodenbach an der Mosel[2]
- 1976 Weltmeister Klasse OF in Phönix, Arizona (USA)[3]
- 1977 Weltmeister Klasse OF in Fort Worth, Texas (USA)
- 1978 Deutscher Meister OC
- 1982 Weltmeister Klasse OD in Marbach, Österreich

Alle Klassen Rennboot mit Außenbordmotoren: OA bis 250 cm³, OC bis 500 cm³, OD bis 700 cm³, OE bis 850 cm³, OF bis 1000 cm³